# Got to Get You into My Life
«Got to Get You into My Life» –en español: «Quiero que entres en mi vida»– es una canción del grupo británico The Beatles, escrita por Paul McCartney (acreditada como Lennon/McCartney), que apareció en el álbum Revolver. Fue lanzada como sencillo en los Estados Unidos en 1976, una década después que en Inglaterra, seis años después de la separación de la banda  y por último diez años después del lanzamiento del álbum Revolver. Este fue un sencillo que fue lanzado como promoción para el álbum Rock 'n' Roll Music, en Estados Unidos donde fue n.° 7 en el Billboard Hot 100, y el último sencillo entre los 10 primeros hasta 1995 con "Free as a Bird".
La canción fue un tributo a la música soul de Memphis inspirada por Stax Records, que utiliza extensivamente una instrumentación de vientos; aunque tiene el formato de una canción de amor, McCartney ha revelado que la canción fue una oda al acto de fumar marihuana.

## "Oda al porro"
En el libro Paul McCartney: Many Years from Now, de Barry Miles, McCartney revela que la canción se refiere a la marihuana; "Realmente es una oda al porro".

"Got to Get You into My Life" fue una [canción] que escribí cuando recién había sido introducido al porro;... Así que [es] realmente una canción sobre eso, no es sobre una persona.
Paul McCartney

## Créditos
- Paul McCartney – voz principal, bajo (Rickenbacker 4001s), guitarra líder (Epiphone Casino).
- John Lennon – guitarra rítmica (Epiphone Casino), órgano (Hammond BT-3).
- George Harrison – guitarra líder (Fender Stratocaster).
- Ringo Starr – batería (Ludwig Super Classic), pandereta.
- Eddie Thornton – trompeta
- Ian Hamer – trompeta
- Les Condon – trompeta
- Alan Branscombe – Saxofón
- Peter Coe – Saxofón[4]

## Versiones
- Cliff Bennett and the Rebel Rousers
- Blood, Sweat & Tears
- Earth, Wind and Fire
- Diana Ross
- Syesha Mercado (Australian Idol)
- Courtney Murphy (Australian Idol)
- Matt Corby (Australian Idol)
- Daniel Johnston
- BUCK Enterprises
- Neri Per Caso